# Shree Kot
Shree Kot – gaun wikas samiti w zachodniej części Nepalu w strefie Karnali w dystrykcie Mugu. Według nepalskiego spisu powszechnego z 2011 roku liczył on 644 gospodarstwa domowe i 3676 mieszkańców (1830 kobiet i 1846 mężczyzn).